# Le Rivage des femmes
Le Rivage des femmes (titre original : The Shore of Women) est un roman de science-fiction féministe paru en 1986 de l'autrice américaine Pamela Sargent. L'histoire suit le point de vue de Laissa et Arvil dans la première partie, intitulée L'Enclave. Elle suit Birana et Arvil dans la seconde partie, Le Refuge. La dernière partie intitulée Le Sanctuaire, est racontée de la perspective de Laissa.

## Résumé
Des milliers d'années après une guerre nucléaire dévastatrice, les hommes sont les parias, rejetés par les femmes qu'ils opprimaient autrefois. Ils vivent à l'extérieur des murs de la ville, privés de la générosité de la civilisation non violente des femmes. Ils vivent en petits groupes, fouillant et chassant, tuant et se liant. Ils ne savent rien des vraies femmes, mais adorent l'image des femmes à travers la Dame, une déesse qui les récompense de rêves érotiques lorsqu'ils sont allongées sur un canapé dans son temple, et assure la continuation de la race humaine en envoyant des garçons en provenance des villes. Cette croyance est renforcée par un système de réalité virtuelle contrôlé par les femmes. Pendant que les hommes sont plongés dans ces visions, leur sperme est collecté à des fins de procréation.
Les femmes vivent pour la plupart des vies paisibles et banales, même si elles doivent garder un œil sur les hommes, s'assurer qu'ils ne créent pas de grandes colonies permanentes ou ne progressent pas technologiquement - de leur point de vue, ils ont presque tout détruit et on ne peut pas leur faire confiance.
Laissa est une jeune femme qui commence à remettre en question les principes de sa société, après avoir vu une femme et sa fille bannies pour meurtre, bannissement qui les mènera vraisemblablement vers leur mort. Elle a également un problème avec sa propre mère, qui hésite à abandonner son enfant mâle. Laissa est membre des «Mères de la ville» de la classe supérieure, les leaders intellectuels et politiques qui veillent à ce que leur mode de vie continue, et les seules femmes autorisées à avoir des enfants de sexe masculin. Sa petite amie la quitte, car sa remise en cause du système la rend « politiquement indésirable », et elle se rapproche ainsi des femmes « normales », de la classe des artisans et des commerçantes.
Arvil est le frère de Laissa, bien que ni Laissa ni lui-même ne le sache. Il vit avec une petite bande d'hommes non loin de la ville de Laissa. Un jour, des hommes à cheval apparaissent au camp de la bande et les invitent à rejoindre leur propre camp, qui est beaucoup, beaucoup plus grand. Peu de temps après l'arrivée d'Arvil là-bas, le grand camp est détruit par des navires volants de la ville voisine. Arvil parvient à s'échapper. Il rencontre Birana, une des femmes expulsées plus tôt pour ne pas être intervenue dans le crime de sa mère et, pensant qu'elle représente un aspect de la Dame, lui procure de l'aide. La mère de Birana a été tuée par une bande d'hommes, qui ont ensuite fui dans la peur pour avoir assassiné un aspect de la déesse. Birana sait que si les femmes de la ville apprennent qu'elle est vivante, elles ne la laisseront pas vivre, car elle pourrait révéler leur véritable nature non divine.
Arvil et Birana voyagent vers l'ouest, à la recherche d'un prétendu refuge de femmes. Leur voyage est une exploration des rôles de genre : les deux tombent amoureux et Birana tombe enceinte. Ils séjournent un certain temps dans une colonie agraire d'hommes qui vénèrent une femme exilée, hors de la juridiction des cités féminines. Les hommes deviennent violents à cause de leur jalousie envers Arvil, et après avoir tué leur chef, ils continuent leur voyage. En atteignant le Pacifique, ils trouvent un groupe qui comprend à la fois des hommes et des femmes, mais les hommes sont aux commandes. Ayant donné naissance à une fille, Birana estime qu'elle veut un meilleur avenir pour son enfant, et elle et Arvil rentrent, dans l'intention de remettre l'enfant à la ville des femmes.
Pendant ce temps, Laissa campe à l'extérieur des murs de la ville, enregistrant les histoires d'hommes visitant le sanctuaire. C'est là qu'Arvil et Birana la rencontrent et racontent leur histoire. Ils lui remettent le bébé et Laissa retourne dans la ville, mais en guise de punition pour sa rébellion, elle est rétrogradée de la classe d'élite et il lui est interdit d'avoir des propres enfants.

## Thèmes

### Genre
Contrairement à d'autres autrices utopistes féministes, comme Charlotte Perkins Gilman, Sargent ne considère pas la séparation des sexes (qu'elle considère comme binaire) comme une utopie en soi. Tout au long de son récit, elle explore diverses utopies sur le genre et le pouvoir basé sur le genre, en en décrivant pour chacune divers avantages et inconvénients. Bien que la violence existe à la fois dans la société des hommes et dans la société des femmes, Sargent semble la dépeindre comme endémique pour l'une et occasionnelle pour l'autre,. Par exemple, Birana et sa mère ont été chassées de la ville des femmes après que la mère ait tenté de tuer sa compagne, alors que les hommes s'entre-tuent sans cesse. Lorsque Birana et Arvil vivent parmi les hommes au bord du lac, ils gardent leur relation secrète, et néanmoins, la jalousie du chef conduit à plus de meurtres. Les femmes sont décrites comme intellectuelles et artistiques, et elles considèrent les hommes comme sales, stupides et violents - une vision du monde généralement affirmée, à l'exception de la caractérisation d'Arvil, qui représente un potentiel pour qu'il en soit autrement.

### Sexe et homosexualité
La procréation est un processus strictement technique dans le monde du roman. Ainsi, il n'y a pas de relations sexuelles entre hommes et femmes. Les femmes ont des relations amoureuses et sexuelles entre elles, c'est un aspect donné de leur société, et elles sont conditionnées à trouver l'hétérosexualité dégoûtante. Les hommes ont des vies sexuelles différentes : Bien qu'ils aient des relations entre eux, ils sont toujours entraînés dans l'idéalisation érotique de La Dame dans ses sanctuaires. Birana doit surmonter son dégoût de l'idée même de relations sexuelles avec un homme, et les deux jeunes traversent de graves contorsions psychologiques en réalisant que leur vision du monde est basée sur des mensonges.
En tant qu'idéalisation d'un « homme bon », Arvil est monogame avec Birana. Il raconte que lorsqu'il a été témoin d'un viol perpétré par un autre homme, et qu'il a ressenti un sentiment d'excitation, en citant spécifiquement le manque de consentement de la femme. Il a combattu ce sentiment, le considérant comme une attitude immorale.

### Technologie
Les villes des femmes disposent de technologies avancées, dont les plus importantes dans le récit sont le système de réalité virtuelle utilisé pour contrôler les hommes, la fécondation in vitro et les véhicules volants utilisés pour détruire toute tentative des hommes de faire progresser leur civilisation. Cependant, leur civilisation est décrite comme quelque peu stagnante. Les hommes, quant à eux, vivent dans la culture de l'âge de pierre et sont analphabètes et brutaux. Sargent indique à plusieurs reprises que les femmes n'ont plus aucune volonté collective de réaliser des progrès technologiques ou scientifiques, tandis que les hommes - à leur manière bancale - tentent de faire progresser leur civilisation, principalement comme moyen d'obtenir plus de pouvoir et de protection. Une tentative que les femmes étouffent, recourant à l'extermination massive si nécessaire. À plusieurs moments du récit, Laissa et certaines des autres femmes spéculent sur le fait de savoir si les hommes, et même la violence, pourraient jouer un rôle important dans la stimulation du progrès humain. À un moment donné, un critique de cette société observe,
« Nos réalisations passées dans le domaine des sciences, les plus importantes, ont eu lieu à une époque où les gens construisaient leurs armes les plus puissantes. On pourrait presque dire que la construction des armes a entraîné d'autres découvertes plus constructives qui n'auraient pas eu lieu autrement… Vous savez, la plupart des physiciens de l'Antiquité, avant la Renaissance, étaient des hommes.

## Réception
Le Rivage des femmes a été inclus dans Science Fiction: The 101 Best Novels 1985-2010 de Damien Broderick (en) et Paul Di Filippo.
Publishers Weekly a estimé que « Certains puristes de science-fiction peuvent être surpris par la nature résolument érotique de cette histoire, mais, avec sa prose lumineuse et ses personnages vivants, Sargent a écrit un roman captivant et émotionnellement prenant. Dans la revue du New York Times, Gerald Jonas a loué le traitement de l'homosexualité par Sargent dans le livre et a écrit : « J'applaudis l'ambition de Mme Sargent et j'admire la façon dont elle a poursuivi sans broncher la logique de sa vision ».
Dans  Le Livre des préfaces de Gérard Klein signale Le Rivage des femmes comme traitant d'un trope régulier de la science-fiction féministe, à savoir la ségrégation des sexes et la batailles des sexes, tout comme le livre de Joanna Russ, L'Autre Moitié de l'homme.